# Antje Vogel-Sperl
Antje Vogel-Sperl (geborene Vogel; * 22. November 1956 in Bayreuth) ist eine deutsche Politikerin von Bündnis 90/Die Grünen. Sie gehörte von 2002 bis 2005 dem Deutschen Bundestag an.

## Leben
Vogel-Sperl besuchte das Gymnasium, an dem sie 1976 das Abitur machte. Im Anschluss absolvierte sie ein Chemiestudium an der Universität Stuttgart, an der sie im Jahr 1987 promovierte. Während ihrer Promotionszeit arbeitete sie von 1984 bis 1986 als wissenschaftliche Angestellte am Institut für Organische Chemie, Biochemie und Isotopenforschung der Universität. Anschließend war sie von 1987 bis 1991 im Bereich der Chemischen Informatik tätig. Ihre ersten politischen Erfahrungen sammelte sie 2002 als persönliche Mitarbeiterin von Winfried Kretschmann, dem damaligen Fraktionsvorsitzenden der Partei „Bündnis 90/Die Grünen“ im Landtag von Baden-Württemberg.

## Politik
Im Jahr 1997 trat Vogel-Sperl der Partei Bündnis 90/Die Grünen bei. Zwei Jahre später wurde sie Mitglied des Landesvorstandes in Baden-Württemberg. Von 2000 bis 2002 war sie Sprecherin der Landesarbeitsgemeinschaft Ökologie und von 1999 bis 2002 Kreisrätin im Rems-Murr-Kreis. Bei der Bundestagswahl 2002 kandidierte sie im Wahlkreis 262 Esslingen und wurde über die Landesliste in den Deutschen Bundestag gewählt. Seit Oktober 2002 war sie als stellvertretende Koordinatorin des Arbeitskreises II der Fraktion Bündnis 90/Die Grünen tätig. Bei der Bundestagswahl 2005 konnte sie ihr Mandat nicht verteidigen und schied aus.